# Plator himalayaensis
Espèce
Plator himalayaensis est une espèce d'araignées aranéomorphes de la famille des Trochanteriidae.

## Distribution
Cette espèce est endémique d'Uttarakhand en Inde,. Elle se rencontre vers Almora.

## Description
La femelle holotype mesure 5,10 mm.

## Étymologie
Son nom d'espèce, composé de himalaya et du suffixe latin -ensis, « qui vit dans, qui habite », lui a été donné en référence au lieu de sa découverte, l'Himalaya.

## Publication originale
- Tikader & Gajbe, 1976 : A new species of spider of the genus Plator Simon (family-Platoridae) from Almora, India. Journal of the Bombay Natural History Society, vol. 73, no 1, p. 178-179 (texte intégral).